# Liste von Burgen und Schlössern in Bayern

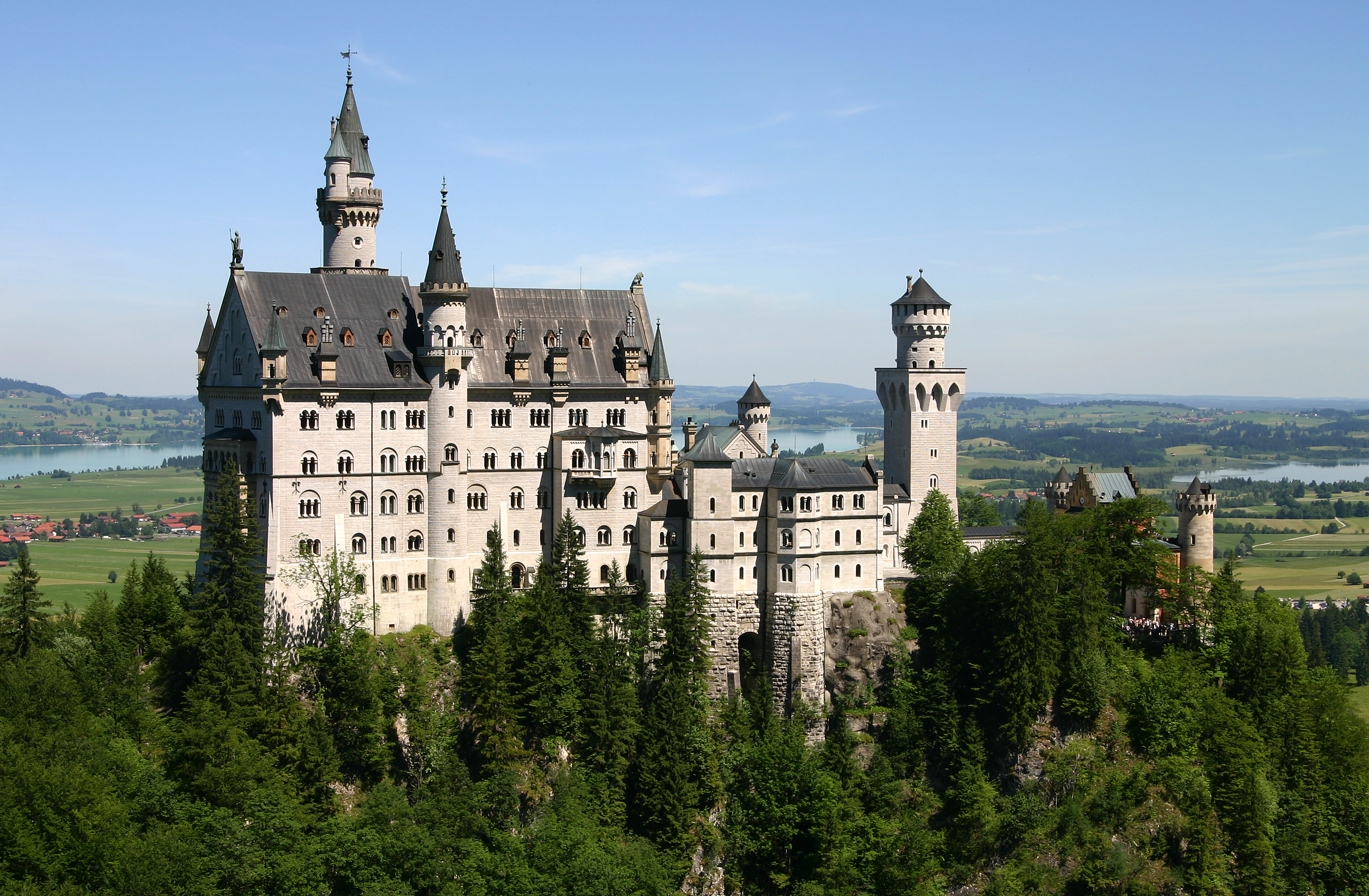
Das ab 1869 von Ludwig II. erbaute Schloss Neuschwanstein gehört zu den bekanntesten Schlössern der Erde

Die Liste von Burgen und Schlössern in Bayern ist ein Verzeichnis von historischen Orten, wie Burgen, Schlössern, Herrensitzen, Festungen, Motten, Burgställen und Wehrkirchen auf dem Territorium des heutigen Freistaats Bayern, nach Regierungsbezirken geordnet. Nicht aufgeführt sind Zier- und Nachbauten, die nie als Wohngebäude oder zur Verteidigung genutzt wurden. Die Reihenfolge der Regierungsbezirke Oberbayern, Niederbayern, Oberpfalz, Oberfranken, Mittelfranken, Unterfranken und Schwaben entspricht der historischen Entwicklung Bayerns.
Die Links auf dieser Übersichtsseite verweisen zu den einzelnen Regierungsbezirken oder direkt zu den entsprechenden kreisfreien Städten und Landkreisen.

## Regierungsbezirk Oberbayern
- Kreisfreie Stadt Ingolstadt
- Kreisfreie Stadt München
- Landkreis Altötting

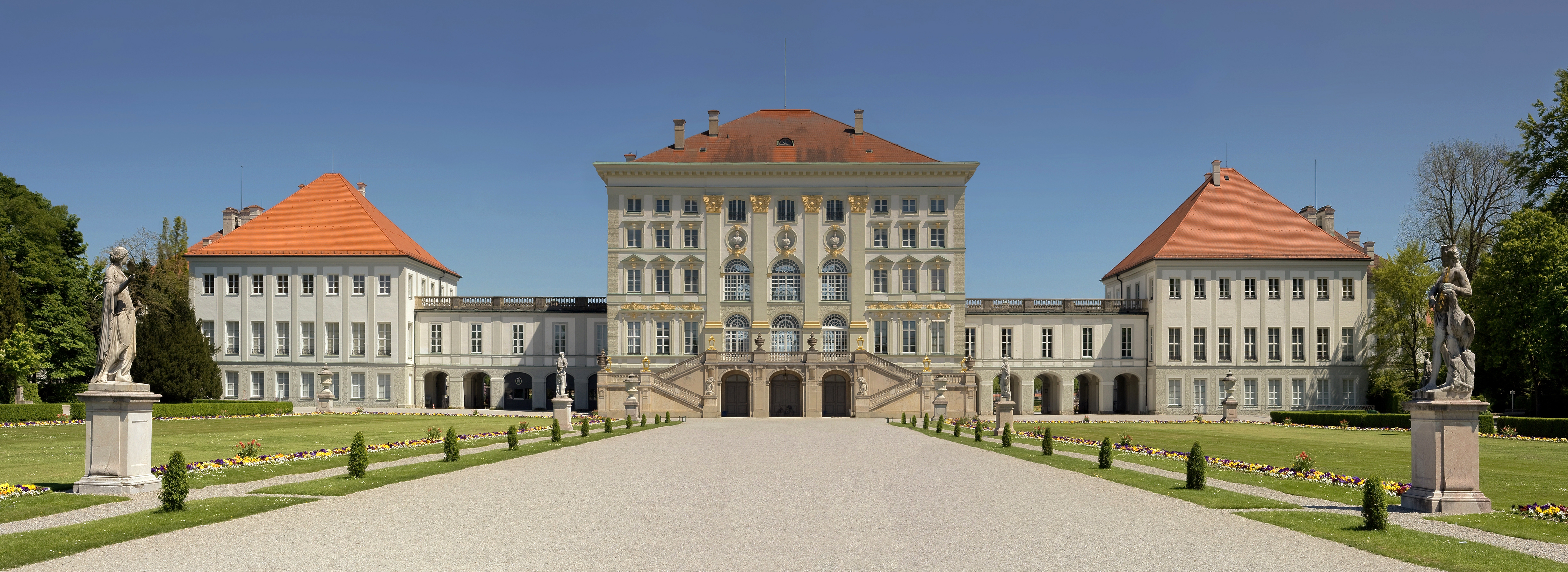
Das Schloss Nymphenburg zählt zu den großen Königsschlössern Europas und war lange Zeit die Sommerresidenz der Wittelsbacher

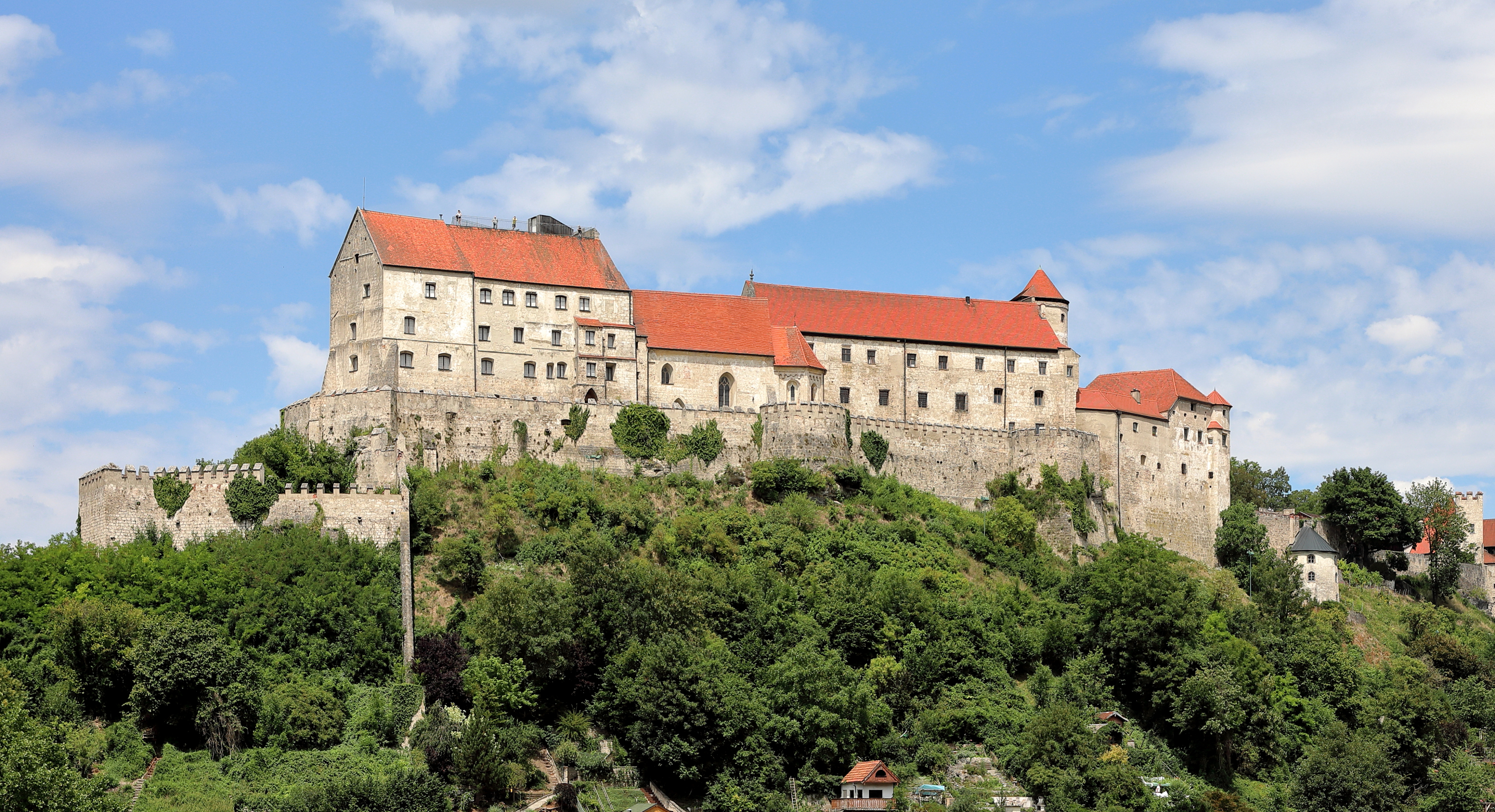
Mit 1.051 Metern ist die Burg zu Burghausen die längste Burganlage der Welt

- Landkreis Bad Tölz – Wolfratshausen
- Landkreis Berchtesgadener Land
- Landkreis Dachau
- Landkreis Ebersberg
- Landkreis Eichstätt
- Landkreis Erding
- Landkreis Freising
- Landkreis Fürstenfeldbruck
- Landkreis Garmisch-Partenkirchen
- Landkreis Landsberg am Lech
- Landkreis Miesbach
- Landkreis Mühldorf am Inn
- Landkreis München
- Landkreis Neuburg-Schrobenhausen
- Landkreis Pfaffenhofen an der Ilm
- Landkreis Rosenheim
- Landkreis Starnberg
- Landkreis Traunstein
- Landkreis Weilheim-Schongau

## Regierungsbezirk Niederbayern

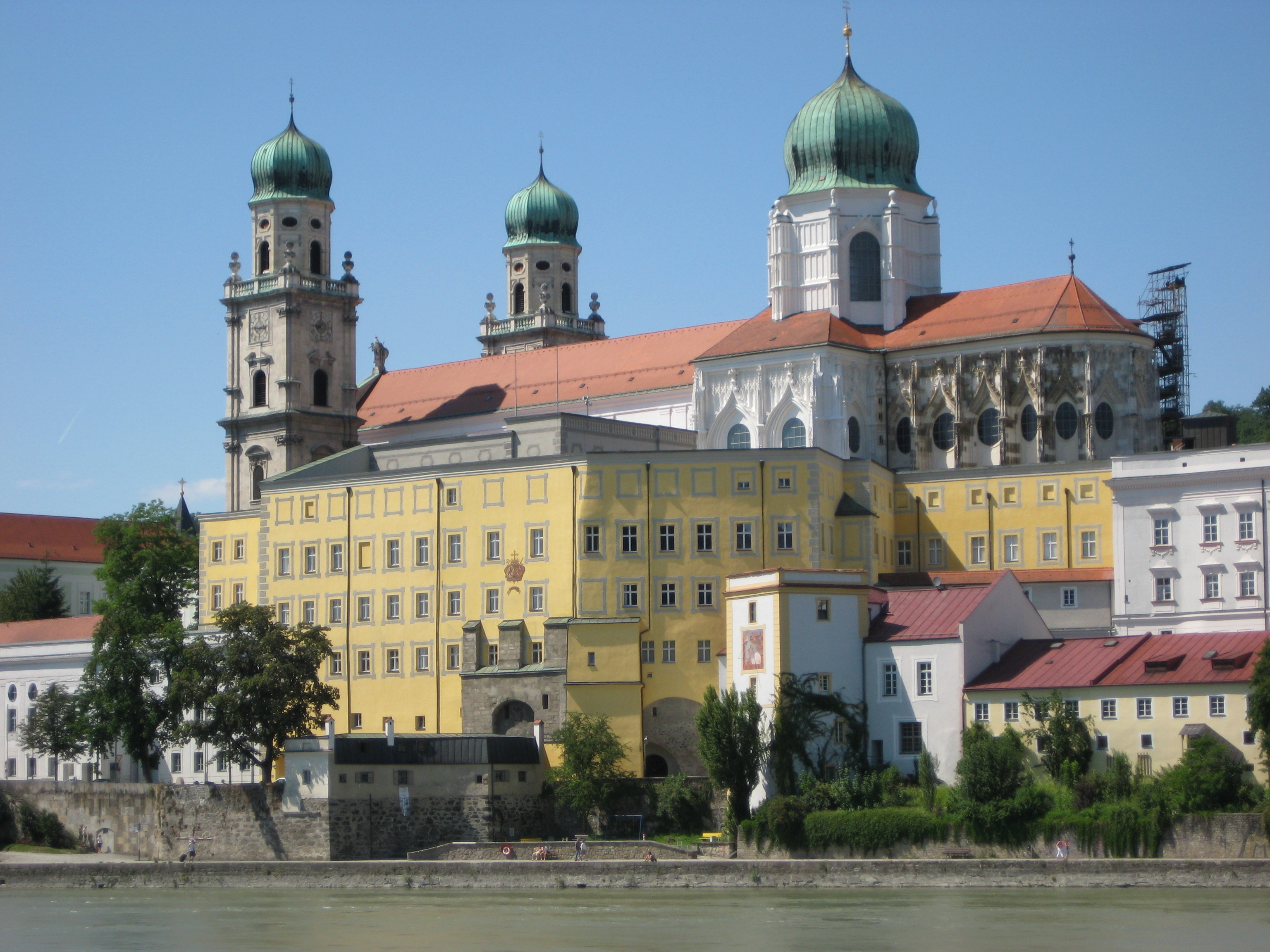
Die Alte Residenz zu Passau vor dem Passauer Dom

- Kreisfreie Stadt Landshut
- Kreisfreie Stadt Passau
- Kreisfreie Stadt Straubing
- Landkreis Deggendorf
- Landkreis Dingolfing-Landau
- Landkreis Freyung-Grafenau
- Landkreis Kelheim
- Landkreis Landshut
- Landkreis Passau
- Landkreis Regen
- Landkreis Rottal-Inn
- Landkreis Straubing-Bogen

## Regierungsbezirk Oberpfalz
- Kreisfreie Stadt Amberg
- Kreisfreie Stadt Regensburg

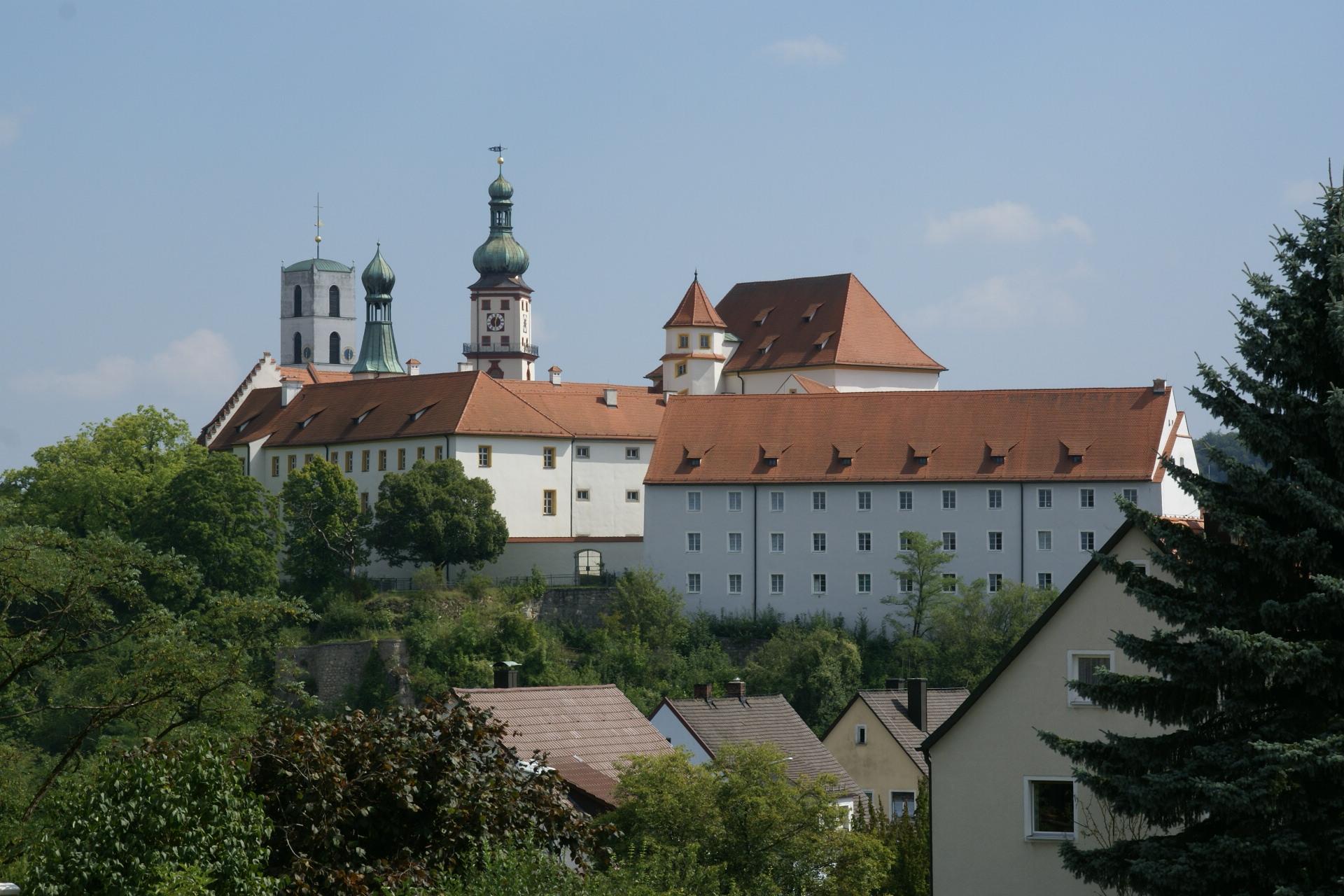
Erste Bauspuren der Burg Sulzbach stammen aus der Merowinger-Zeit

- Kreisfreie Stadt Weiden in der Oberpfalz
- Landkreis Amberg-Sulzbach
- Landkreis Cham
- Landkreis Neumarkt in der Oberpfalz
- Landkreis Neustadt an der Waldnaab
- Landkreis Regensburg
- Landkreis Schwandorf
- Landkreis Tirschenreuth

## Regierungsbezirk Oberfranken
- Kreisfreie Stadt Bamberg
- Kreisfreie Stadt Bayreuth
- Kreisfreie Stadt Coburg
- Kreisfreie Stadt Hof
- Landkreis Bamberg
- Landkreis Bayreuth
- Landkreis Coburg
- Landkreis Forchheim
- Landkreis Hof
- Landkreis Kronach
- Landkreis Kulmbach
- Landkreis Lichtenfels

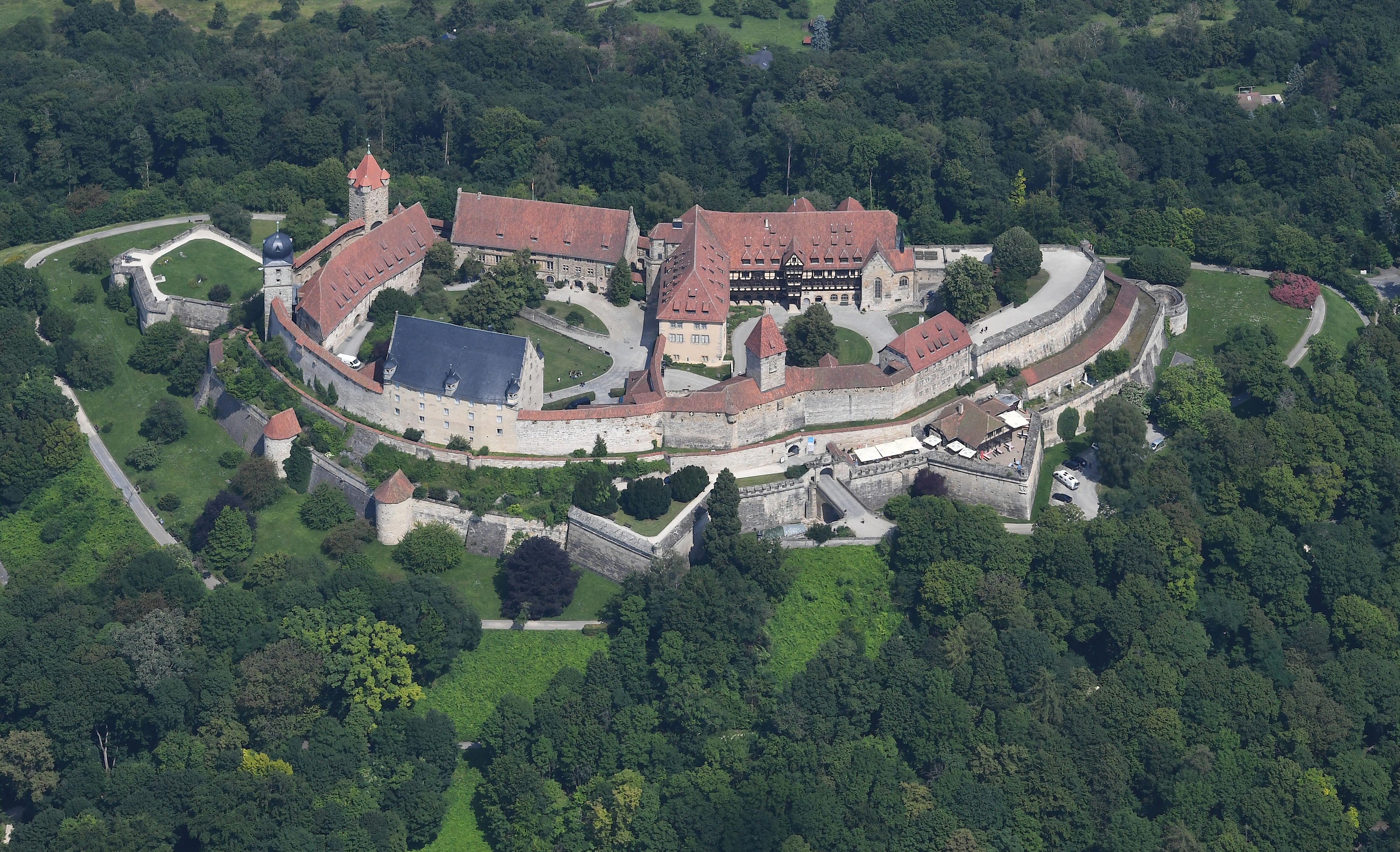
Die Veste Coburg ist eine der größten und am besten erhaltenen Burganlagen Deutschlands

- Landkreis Wunsiedel im Fichtelgebirge

## Regierungsbezirk Mittelfranken
- Kreisfreie Stadt Ansbach
- Kreisfreie Stadt Erlangen
- Kreisfreie Stadt Fürth
- Kreisfreie Stadt Nürnberg
- Kreisfreie Stadt Schwabach
- Landkreis Ansbach
- Landkreis Erlangen-Höchstadt
- Landkreis Fürth

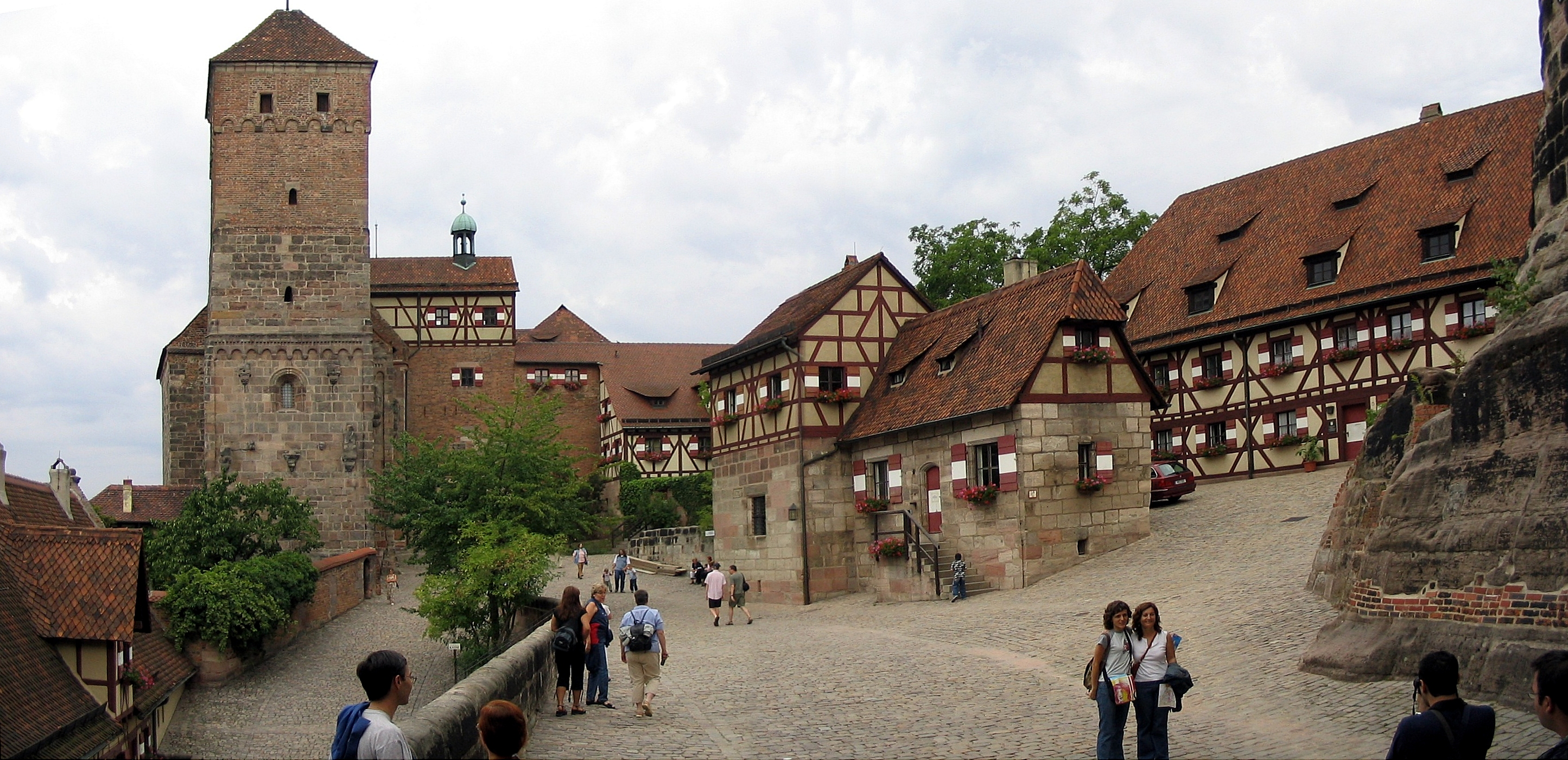
Die Nürnberger Burg ist das Wahrzeichen der Stadt Nürnberg

- Landkreis Neustadt an der Aisch-Bad Windsheim
- Landkreis Nürnberger Land
- Landkreis Roth
- Landkreis Weißenburg-Gunzenhausen

## Regierungsbezirk Unterfranken

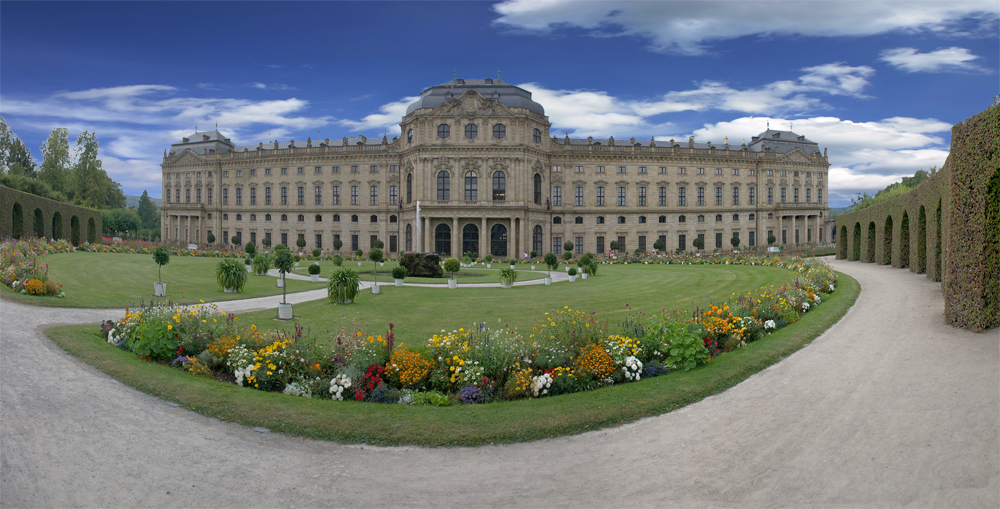
Die 1781 fertiggestellte Würzburger Residenz ist ein Beispiel für Barock in Franken

- Kreisfreie Stadt Aschaffenburg
- Kreisfreie Stadt Schweinfurt
- Kreisfreie Stadt Würzburg
- Landkreis Aschaffenburg
- Landkreis Bad Kissingen
- Landkreis Haßberge
- Landkreis Kitzingen
- Landkreis Main-Spessart
- Landkreis Miltenberg
- Landkreis Rhön-Grabfeld
- Landkreis Schweinfurt
- Landkreis Würzburg

## Regierungsbezirk Schwaben

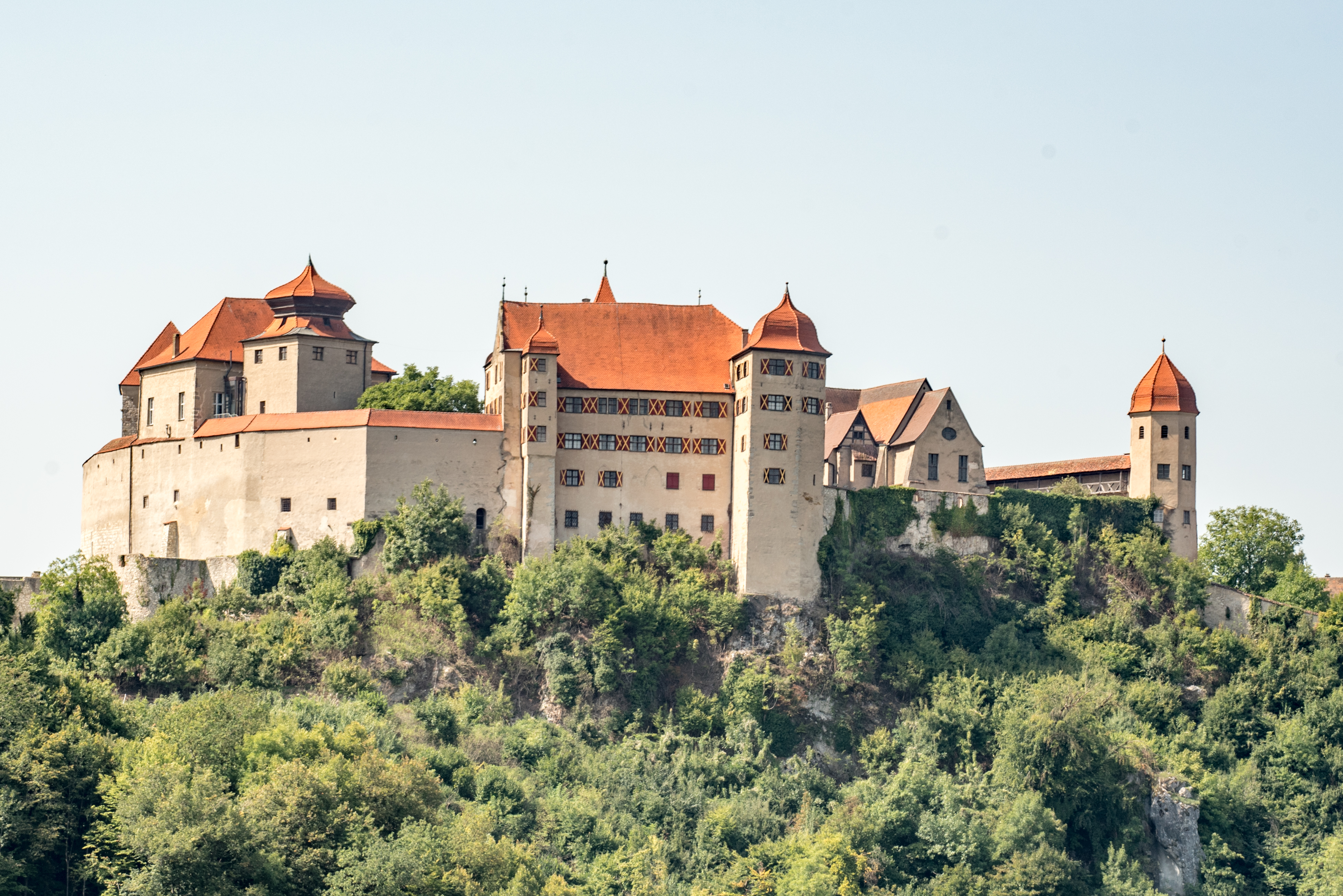
Die Burg Harburg in Schwaben zählt zu einer der ältesten, größten und besterhaltenen Burganlagen Süddeutschlands.

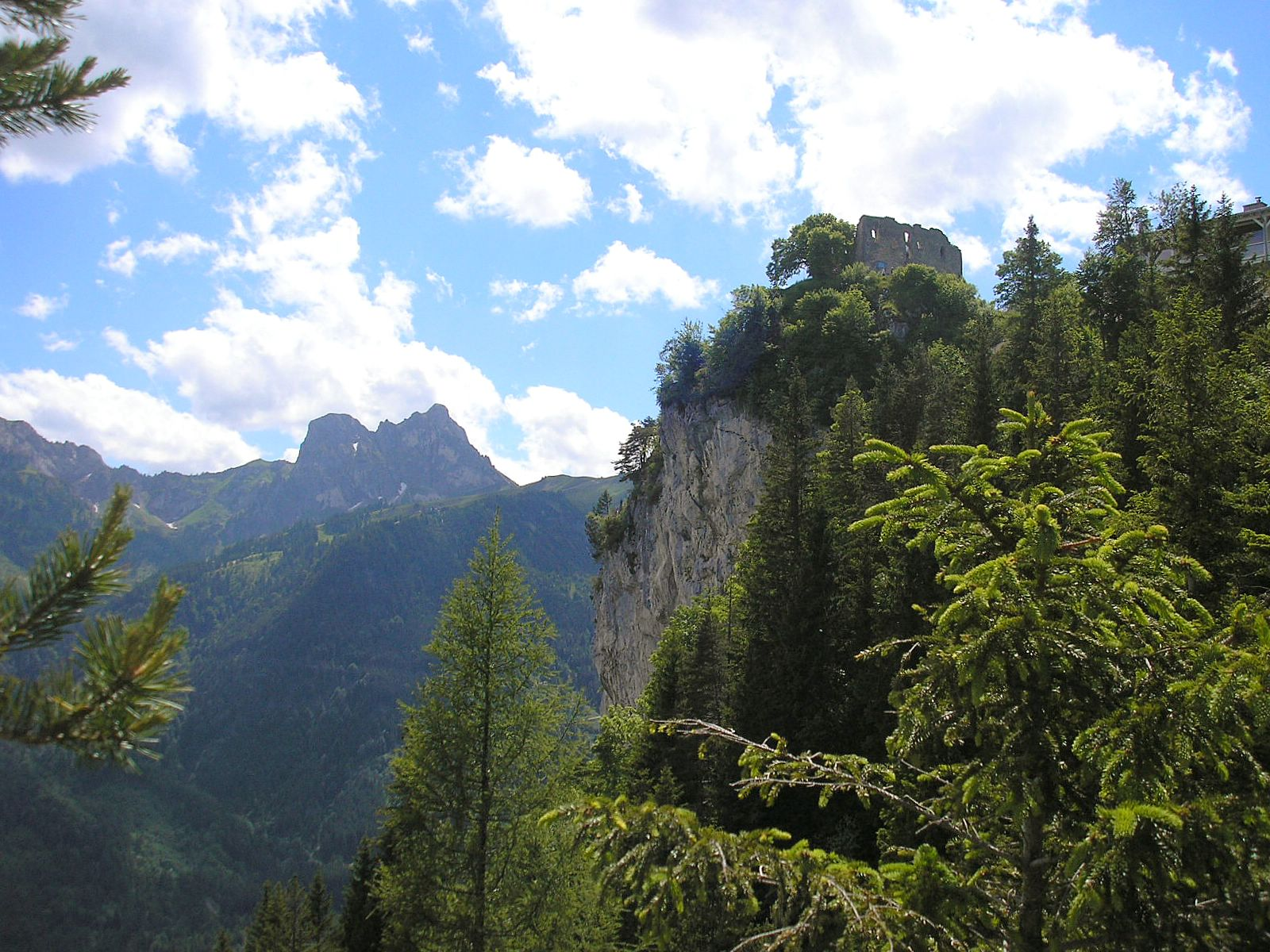
Die Burg Falkenstein ist die höchstgelegene Burgruine Deutschlands

- Kreisfreie Stadt Augsburg
- Kreisfreie Stadt Kaufbeuren
- Kreisfreie Stadt Kempten (Allgäu)
- Kreisfreie Stadt Memmingen
- Landkreis Aichach-Friedberg
- Landkreis Augsburg
- Landkreis Dillingen an der Donau
- Landkreis Donau-Ries
- Landkreis Günzburg
- Landkreis Lindau (Bodensee)
- Landkreis Neu-Ulm
- Landkreis Oberallgäu
- Landkreis Ostallgäu
- Landkreis Unterallgäu